# Søren Hald Møller
Søren Hald Møller (* 25. Januar 1960 in Kopenhagen) ist ein dänischer Verwaltungsbeamter. Er war zwischen 2005 und 2011 Reichsombudsmann in Grönland.

## Leben
Søren Hald Møller wurde im Kopenhagener Stadtteil Bispebjerg geboren und wuchs in Hvidovre, Ølstykke und in Hjørring auf. Seine Eltern waren Oberstleutnant und Zivilingenieur N. P. H. Møller und seine Frau A.-G. Clasen und stammten ursprünglich aus Skjern. Er hat zwei Brüder. In der Schule war einer seiner Lehrer der Grönländer und spätere Museumsdirektor Emil Rosing, ein Sohn Otto Rosings. Als er im Hjørringer Stadtteil Højene lebte, hatte er Kontakt zu Kindern, die das grönländische Internat im benachbarten Skibsby besuchten.
Søren Hald Møller begann nach dem Schulbesuch ein Studium der Gesellschaftswissenschaften an der Universität Aalborg, das er 1984 als cand. phil. abschloss und arbeitete danach von 1985 bis 1986 als Gymnasial- und HF-Lehrer in Frederikshavn und Aars. Beeinflusst von den grönländischen Kindheitserfahrungen bewarb er sich anschließend für einen Job in Nuuk. Von 1986 bis 1987 war er somit Bevollmächtigter im grönländischen Tarifrat. Nach anderthalb Jahren wurde er 1987 Bevollmächtigter und um 1991 Bürochef im grönländischen Wirtschaftsdirektorat, unter anderem dank seiner guten Grönländischkenntnisse. 1990 wurde er Vater einer Tochter. Von 1992 bis 1995 wurde er Unterchef im Regierungssekretatiat. Als es bei KNI zu finanziellen Problemen kam, wurde er in der Staatsverwaltung beurlaubt, um Direktor im Staatsunternehmen KNI Holding zu werden. Nach der Rettung des Unternehmens kehrte er in den öffentlichen Dienst zurück und wurde 1997 Direktor im neugegründeten Umwelt- und Naturdirektorat. 1999 wurde er zum Regierungsdirektor ernannt. 2002 wurde er Projektleiter und Bürochef im Rohstoffdirektorat. Am 5. Juni 2004 heiratete er die Nordgrönländerin Tukummeq Qaavigaq (* 1954).
Am 1. April 2005 wurde Søren Hald Møller als Nachfolger von Peter Lauritzen Reichsombudsmann in Grönland. In dieser Funktion war er bis zu seiner Ablösung durch Mikaela Engell am 1. Februar 2011 höchster Repräsentant und Leiter der dänischen Reichsverwaltung in Grönland. Für seine Verdienste wurde ihm 2007 das Ritterkreuz des Dannebrogorden verliehen. Während seiner Amtszeit wurde 2009 die Selvstyre eingeführt.
Nach Beendigung seiner Tätigkeit als Reichsombudsmann fungierte Søren Hald Møller zwischen 2011 und 2013 als Kommunaldirektor der Kommuneqarfik Sermersooq sowie danach von 2013 bis 2015 als Leiter der Umweltbehörde für Rohstoffe. Nebenher war er ab 2014 auch kommissarischer Departementschef im Departement für Umwelt und Natur. 2015 wurde er zum Departementschef beim Regierungschef ernannt, was er bis 2019 blieb. 2019 machte er sich als Berater selbständig und wurde zudem Bootskapitän. 2020 wurde er vom Naalakkersuisut zum Mitglied der grönländischen Tarifkommission ernannt.
Søren Hald Møller war von 1991 bis 1995 Aufsichtsratsmitglied bei Nuuk Imeq und von 1997 bis 1998 bei KNI. Bei Royal Greenland saß er von 1994 bis 1996 im Aufsichtsrat und war von 1997 bis 1999 Aufsichtsratsvorsitzender.